# マテリアル (アルバム)
『マテリアル』は、日本のロックバンド・SOPHIAの6枚目のオリジナルアルバム。1999年4月14日にトイズファクトリーから発売された。

## 概要
本作品は1999年4月14日にトイズファクトリーよりリリースされた。全12曲収録。本作はコンセプト重視というより、レコーディング作業中心で作られた。シングル『黒いブーツ 〜oh my friend〜』のロングヒットにより、オリコン初登場3位を記録した。
前作『ALIVE』と同じく、ポップなSOPHIAでなくどちらかというと「苦しさ」を前面に押し出した曲調と歌詞が評価されている。このアルバムを携えて、初の全都道府県ツアーが行われた。初回盤はピクチャーレーベル仕様で、スペシャルパッケージと楽曲解説冊子が封入されている。

## 収録曲
（全作詞：松岡充、編曲：SOPHIA）
1. 大切なもの [5:31]
作曲：豊田和貴
2. 航海 [4:09]
作曲：豊田和貴
3. Place〜 [5:09]
作曲：松岡充
4. せめて未来だけは… [4:19]
作曲：黒柳能生
5. 黒いブーツ 〜oh my friend〜 [4:51]
作曲：松岡充
6. take me away [6:49]
作曲：都啓一
7. Birds eye view [5:33]
作曲：松岡充
8. 言葉 [3:12]
作曲：豊田和貴
9. センチメンタリアン･ラプソディ [4:22]
作曲：黒柳能生
10. beautiful [4:47]
作曲：松岡充
11. 贈り物 [4:12]
作曲：松岡充
12. material of flower [6:40]
作曲：都啓一